# IEEE 알렉산더 그레이엄 벨 메달

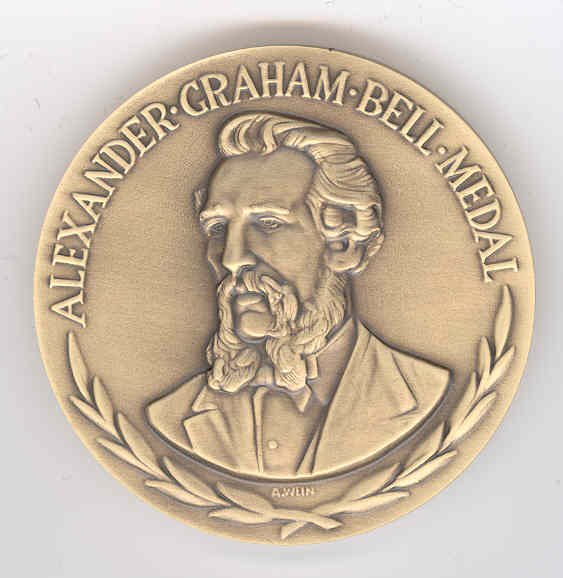

IEEE 알렉산더 그레이엄 벨 메달(Alexander Graham Bell Medal)은 전기 통신 분야의 "커뮤니케이션, 네트워킹 과학 및 엔지니어링에 대한 뛰어난 공헌"을 기리는 상이다. 이 메달은 전기전자공학회(IEEE)가 통신 과학 및 공학 분야의 업적에 대해 수여하는 최고의 영예 중 하나이다.
이는 알렉산더 그레이엄 벨(Alexander Graham Bell)의 전화 발명 100주년을 기념하기 위해 1976년 IEEE 이사들에 의해 제정되었다. 상은 개인이나 2~3명으로 구성된 팀에게 수여된다.
연구소의 수상 이유는 다음과 같다.
1876년 알렉산더 그레이엄 벨(Alexander Graham Bell)이 전화기를 발명한 것은 전기기술 분야에서 중요한 사건이었다. 이는 전 세계적으로 삶의 질을 극적으로 향상시킨 광범위한 통신 산업을 활성화하는 데 중요한 역할을 했다. 개인으로서 벨 자신은 과학자와 엔지니어가 인류의 발전에 기여한 공헌의 모범이 되었다.

수상자는 금메달, 동메달, 증서, 사례금을 받는다.

## 같이 보기
- IEEE 영예상